# Josef Maria Horváth
Josef Maria Horváth (ur. 20 grudnia 1931 w Peczu, zm. 21 października 2019 w Salzburgu) – austriacki kompozytor pochodzenia węgierskiego.

## Życiorys
W latach 1948–1956 studiował w Akademii Muzycznej im. Ferenca Liszta w Budapeszcie. W 1956 roku wyemigrował do Austrii, gdzie studiował kompozycję i muzykę elektroniczną w Mozarteum w Salzburgu. Początkowo występował jako pianista, po 1963 roku poświęcił się wyłącznie komponowaniu. Był wykładowcą salzburskiego Mozarteum.
Skomponował m.in. symfonię Entropia na wielką orkiestrę (1961), Melancolia na skrzypce i orkiestrę (1972), Trio na skrzypce, róg i fortepian (1963), Redundance na oktet dęty i/lub kwartet smyczkowy (1970), Origines na zespół kameralny (1975), kantatę Kanteletar na głosy solowe i zespół instrumentów (1956), Die Blinde na sopran i 4 instrumenty (1959).